# Scymnus humboldti
Scymnus humboldti är en skalbaggsart som beskrevs av Thomas Casey 1899. Scymnus humboldti ingår i släktet Scymnus och familjen nyckelpigor. Inga underarter finns listade i Catalogue of Life.